# Michał Aleksander Sołtyk
Michał Aleksander Sołtyk herbu własnego (zm. 1766) – kasztelan sandomierski w latach 1757–1761, kasztelan wiślicki w latach 1748–1757, chorąży sandomierski w latach 1738–1748, stolnik sandomierski w latach 1732–1738, łowczy sandomierski w latach 1724–1732, łowczy podolski w latach 1720–1724.
Był delegatem konfederacji tarnogrodzkiej do cara Piotra I. Był posłem z województwa sandomierskiego na sejm 1730 roku. Jako poseł na sejm konwokacyjny 1733 roku z województwa sandomierskiego był członkiem konfederacji generalnej zawiązanej 27 kwietnia 1733 roku na tym sejmie. Poseł województwa sandomierskiego na sejm 1744 roku.
W 1758 roku został odznaczony Orderem Orła Białego.